# مقابري (مقاطعة فسا)
مقابري (بالفارسية: مقابری) هي قرية تقع في Jangal Rural District في إيران. يقدر عدد سكانها بـ 120 نسمة بحسب إحصاء 2016.